# ОШ „Десанка Максимовић” Станари
Основна школа „Десанка Максимовић” је основна школа у Станарима, насељеном мјесту на териорији истоимене општине. Налази се на адреси Станари бб. Име је добила по пјесникињи Десанке Максимовић.

## Историјат[1]
ОШ „Десанка Максимовић” је основна школа у Станарима. Објекат школе у Станарима изграђен је 1927. године, а прије ове школе постојала је школа која је била лоцирана на брду Станари, која је почела са радом 1896. године. Зграда данашње централне школе у Станарима почела се градити 1954. године и рађена је у двије фазе; Прва је завршена 1955. године а друга школске 1963/63. године, када постојећи објекат више није могао да издржи прилив нових ученика.

## Организација рада школе
Школи гравитирају сљедећа насељена мјеста: Остружња Доња, Церовица, Јелањска, Цвртковци, Брестово Горње и Доње, Осредак, Драгаловци и Тедин Хан, гдје се налазе подручна одјељења школе. Подручна одјељења ове школе имају своје историјске почетке као самосталне школе или у саставу других најближих школа. У готово свим селима образовање почиње након Другог свјетског рата, најчешће у приватним кућама или тек изграђеним школским објектима.
ПО Доње Брестово
Подручно одјељење у Доњем Брестову је смјештена у згради саграђеној 1947. године, а у новембру исте године Школа је почела са радом. 
Првобитни назив школе је „Младост“, а у њеном саставу су биле и двије четвероразредне школе у Митровићима и Горњем Брестову, које су касније саграђене. У почетку је школу похађало око 200 ученика да би се у каснијим деценијама тај број смањивао. Због тога је осамдесетих година прошлог вијека Основна школа „Младост“ из Доњег Брестова припојена Основној школи „Партизан“ у Станарима и од тада ради као подручна осмогодишња школа.
Почетком деведесетих година назив „Партизан“ је замијењен именом велике српске пјесникиње Десанке Максимовић чије име школа и данас носи. Настава се одвија у двије смјене, а тренутно је похађа педесетак ученика од првог до деветог разреда.
ПО Горње Брестово
Стара  Школа  у Горњем  Брестову је отворена почeтком шездесетих  година двадесетог вијека. Радила је до 1986. године када је затворена због дотрајалости објекта. У Школи је тада било око 40 ђака. Године 1989. почели су радови на темељу за изградњу нове Школе. Градња Школе је завршена 2004. године уз помоћ мјештана и Владе Републике Српске. Услови за почетак наставе створени су почетком другог полугодишта те школске године. Посљедњих неколико година Школа у Брестову Горњем има једно комбиновано одјељење са два до четири разреда.
ПО Драгаловци
На мјесту данашње Школе, прије Другог свјетског рата налазила се жандармеријска касарна. Локација је искориштена за градњу Школе.                                 Подаци наводе да је изградња започела 1947. године, реновација 1983. године је прекинута. Школа је изграђена поново у каснијем периоду. У приземљу су се налазиле двије учионице и додатне просторије за потребе Школе, а на спрату станови за учитеље.
ПО Тедин Хан
Школа у Тедином  Хану је изграђена између два свјетска рата, приближно 1935. године. За вријеме Другог свјетског рата Школа је изгорјела. Послије Другог свјетског рата рад Школе у Тедином Хану је почео у приватној кући Марка Панића, која је била у непосредној близини старе Школе. Први учитељ је био Ранко Пајић. Школске 1950/51. године, у првом разреду у Тедином Хану је било укупно 45 ученика. Послије Другог свјетског рата школа је обновљена. Компанија ЕФТ Рудник и Термоелектрана Станари 2017. године je уложилa значајна средства у реновирање школе у Тедином  Хану, чиме је школа у потпуности обновљена.
ПО Осредак
Школа у Осредку почела је са радом 1949. године и налазила се у непосредној близини садашњег полигона. Школа је радила до 1955. године, када се због пропадања задруге пресељава у задружну зграду. Садашња школска зграда има двије учионице, али се настава изводи само у једној.
ПО Остружња Доња
Школа је почела са радом између 1950 и 1952. године. У то вријеме имала је једну учионицу и стан за учитеље. Стара школа срушена је око 1962. године јер је постојала потреба за изградњом друге и веће школе. Око 1963. године започета је градња садашње школе у којој је убрзо започет рад у једној учионици, а даља градња настављена. Завршена је 1982/1983. године. Тај школски објекат је и данас у употреби уз знатно мањи број ђака у учионицама.
ПО Церовица
Прво школа у Церовици је почела са радом почетком 20. вијека у тадашњој шесторазредној основној школи која је отворена при церовачкој парохији на Гојаковцу. Ову школу тада су похађала дјеца из Церовице, Витковаца, Радње Доње, Лончара и Миљановаца. Године 1980. просторије Школе су пресељене у новосаграђени објекат на Раскршћу, гдје се Школа и данас налази. Послије рата, 1999. године, донацијом данске Владе, Школа је обновљена као петоразредна школа. Почетком школске 2017/2018. године уређено је школско двориште и спорски полигон, средствима која је издвојила Општина Станари.
ПО Јелањска
До почетка градње Школе у селу Јелањска ученици су своје образовање стицали у оближњој сеоској кући. Изградња Школе је започела 1951 – 1952. године. Школа је обновљена у периоду од 2006 – 2007. године.
ПО Цвртковци
Изградња  школе  у  Цвртковцима почела је 1949. године добровољним радом мјештана овог села. Изграђена Школа са припремљеном једном учионицом почиње са радом школске 1951/1952. године. У први разред уписано је око 40 ученика. Школа је била у саставу Основне школе „Младост“ Брестово. Негдје 70 – их година је припала Основној школи „Партизан“ Станари. Градња се завршава прекривањем Школе 1979. године. Године 1986. локална мјесна заједница је завела самодопринос грађана којим је један дио средстава намијењен за Школу.
Школа сада броји 34 ученика сврстана у три одјељења. .